# 신드루이드교

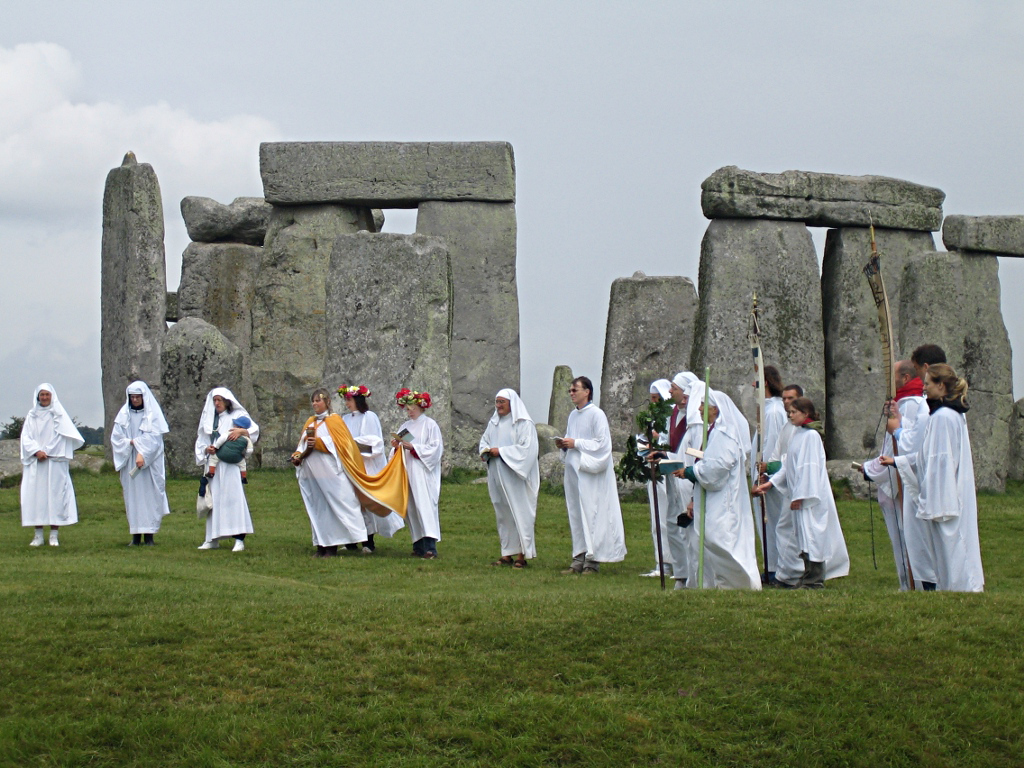
스톤헨지에서 집회하는 신드루이드들.

신드루이드교(영어: neo-druidism)는 켈트족의 토착종교인 드루이드교를 복원하려는 신이교주의다. 신드루이드 종단들은 대개 조화, 연결, 자연에 대한 존중을 가치로 내세운다. 신드루이드교는 18세기 영국에서 처음 시작되었으며, 처음에는 종교운동이라기보다 문화운동이었고, 신드루이드를 자처한 최초의 운동가들은 명백히 기독교인이었다. 지금처럼 종교운동 또는 영성운동의 성격을 가지게 된 것은 19세기부터의 일이다.